# دلقناب (هوراند)
دلقناب یکی از روستاهای استان آذربایجان شرقی است که در دهستان دودانگه شهرستان هوراند واقع شده‌است. براساس سرشماری مرکز آمار ایران در سال ۱۳۹۵، جمعیت آن ۹۶ نفر (۳۴خانوار) بوده‌است.